# Gyula Cseszneky
Il conte Gyula István Cseszneky de Milvány et Csesznek (Nagymajor, 28 giugno 1914 – Brasile, 1970) è stato un poeta, traduttore e politico ungherese.
Nel 1941, durante la seconda guerra mondiale, divenne traduttore per Aimone d'Aosta, che era allora re Tomislavo II dello Stato indipendente di Croazia.
Nel 1943, quando la Germania nazista assunse la direzione delle truppe italiane, fu costretto a dimettersi a causa dei suoi parenti ebrei, e fu arrestato dalla Gestapo. Riuscì a scappare di nuovo in Ungheria, dove partecipò al salvataggio degli ebrei.
Dopo la guerra, si recò con Aimone d'Aosta in Argentina e poi in Brasile, dove morì.